# ورابتسیته
ورابتسیته (به بلغاری: Vrabtsite) یک منطقهٔ مسکونی در بلغارستان است که در شهرستان گابروو واقع شده است.